# Marc Titini (militar)
Marc Titini (en llatí Marcus Titinius) va ser un militar romà dels segles V i IV aC. Formava part de la gens Titínia, una antiga família romana d'origen plebeu.
Va ser magister equitum del dictador Gai Juni Bubulc Brut l'any 302 aC, quan els eques van iniciar la guerra contra Roma i es va témer una revolta general de les nacions veïnes. Juntament amb el dictador, va derrotar els eques en set dies.